# ThankU
ThankU – pierwszy japoński album studyjny południowokoreańskiego zespołu CNBLUE, wydany 20 marca 2010 roku przez wytwórnię AI Entertainment. Większość utworów z albumu zostało wykonanych w języku angielskim, z wyjątkiem „voice” i „a.ri.ga.tou”. Kilka piosenek z płyty zostało później wydanych w języku koreańskim na pierwszym koreańskim albumie studyjnym First Step. Ten album jest pierwszym z dwóch niezależnych albumów studyjnych CNBLUE wydanych przed podpisaniem kontraktu z Warner Music Japan 19 października 2011 roku. Album sprzedał się w liczbie 10 237 egzemplarzy.

## Lista utworów
| Nr  | Tytuł                   | Słowa                     | Kompozycja                 | Aranżacja           | Czas |
| --- | ----------------------- | ------------------------- | -------------------------- | ------------------- | ---- |
| 1.  | "Intro"                 |                           | Jung Yong-hwa              | OWL                 | 1:27 |
| 2.  | "Let's Go Crazy"        | Shusui, Family Business   | Shusui, Family Business    | Yoshihiko Chino     | 4:01 |
| 3.  | "Love Revolution"       | Jung Yong-hwa             | Han Seong-ho, Kim Jae-yang | OWL                 | 3:19 |
| 4.  | "Wanna Be Like U"       | Shusui, Tony Nilsson      | Shusui, Tony Nilsson       | OWL                 | 3:47 |
| 5.  | "Never too late"        | CUL                       | Lee Jong-hyun, J.SOO       | OWL                 | 4:04 |
| 6.  | "Now or Never"          | Shusui, Family Business   | Shusui, Family Business    | Hirofumi Sasaki     | 3:43 |
| 7.  | "voice"                 | Daichi                    | Daichi, Youwhich           | OWL                 | 4:09 |
| 8.  | "Just Please"           | Jung Yong-hwa             | Jung Yong-hwa, OWL         | OWL                 | 3:19 |
| 9.  | "Y, Why..."             | Jung Yong-hwa             | Jung Yong-hwa, RYO         | OWL, Ryo-ta Fukuoka | 3:54 |
| 10. | "Teardrops in the Rain" | Shusui, Thomas G'son      | Shusui, Thomas G'son       | Hirofumi Sasaki     | 4:40 |
| 11. | "One of a kind"         | Shusui, Mattias Håkansson | Shusui, Mattias Håkansson  | OWL, Ryo-ta Fukuoka | 4:06 |
| 12. | "a.ri.ga.tou."          | CUL                       | Lee Jong-hyun              | OWL                 | 5:22 |